# اريك ميتكالف (فنان تشكيلي)
اريك ميتكالف هو فنان تشكيلي كندي، ولد في 1940 في فانكوفر في كندا.

## وصلات خارجية
- اريك ميتكالف على موقع ميوزك برينز (الإنجليزية)